# Hostile Kirk Place
«Hostile Kirk Place» (укр. «Вороже місце Кірка») — шістнадцята серія тридцять четвертого сезону мультсеріалу «Сімпсони», прем'єра якої відбулась 12 березня 2023 року у США на телеканалі «Fox».

## Сюжет
У Спрінгфілдській початковій школі електромережа перевантажується, через що спалахують запаси майонезу, які вибухають. Оскільки школа засмерділася яйцями й оцтом, її доводиться закрити на кілька тижнів, а дітей відправити на домашнє навчання.
Тієї ночі Гомер пізно дивиться телевізор, де Шакіл О'Ніл рекламує всілякі продукти. Гомер піддається рекламі, але Мардж переконує його не робити цього, бо він уже накупив багато непотрібних товарів.
Діти Спрінґфілда вдома вивчають свої уроки протягом дня. На уроці історії вони вивчають про катастрофу завалення Великої Спрінґфілдської альтанки. Тодішнім мером, який замовив будівництво альтанки, був Юстас Ван Гутен. Після катастрофи Юстас став ізгоєм. Кірк і Мілгаус розчаровані, дізнавшись про те, що їх сім'я завжди виглядала погано. У таверні  Мо Гомер і Кірк скаржаться на свої проблеми. Наслухавшись, Мо каже Гомеру винайти щось, щоб продати і таким чином повернути свої витрачені гроші, а Кірку — постояти за себе.
Коли школа знову відкривається, Кірк розганяє батьківські збори і вимагає припинити вивчення катастрофи в Великої Спрінґфілдської альтанки. Школа проводить окрему зустріч, щоб обговорити це та вислухати обидві сторони. Кірк заручається великою підтримкою людей, які не хочуть, щоб вивчали погані частини історії. Водночас утворюється група опозиціонерів. Після цього Кірка починають поважати люди, які підтримували його погляди.
Коли Сімпсони повертаються додому, Гомера на створення продукту надихає нативна реклама Шакіла. Гомер збирається продавати людям «Мої футболки» (англ. «Me-Shirt») — футболки з мідних волокон, на яких зображено різні гасла.
Перед Різдвом Кірк і його група зривають святковий захід, а також з'являється контрпротест, очолюваний сім'єю Принсів, і спалахує суперечка. Мер Квімбі говорить інспекторові Чалмерзу просто прибрати цю катастрофу зі шкільної програми, і той неохоче погоджується. Кірк нарешті добивається свого… Вже за три тижні Кірк стає диктатором у Спрінґфілді. На тлі протестів бізнес Гомера розвивається, і він відкриває магазин футболок, що підтримує Кірка.
Мардж намагається відмовити Кірка від продовження його хрестового походу проти історії та знань. Однак, Кірк натомість вирішує відкрити нову Спрінґфілдську альтанку. Коли жителі святкують з Кірком, той грає на електрогітарі. Електрика від гітари взаємодіє з «Моїми футболками» й утворює гігантське електричне поле, що руйнує альтанку.
У майбутньому історію другої великої катастрофи альтанки розповідає вчитель. Потім група батьків увірвалася в клас і знищила вчителя за те, що той розповів дітям жахливу історію…

## Виробництво
Жарт, що поруч із Великою Спрінґфілдською Альтанкою місто пережило такі катастрофи як будівництво монорейки і візит Леді Гаги був запропонований сценаристом і продюсером Елом Джіном.

## Культурні відсилання та цікаві факти
- Люди у Великій Спрінґфілдській Альтанці співають «I Will Always Be True» із «Різдва, якого майже не було, але тоді було», пісні із серії 12 сезону «Skinner's Sense of Snow», сценаристом якої був співвиконавчий продюсер Тім Лонг[2].
  - Різниця між появою пісні в серіалі становить понад 22 роки.

## Ставлення критиків і глядачів
Під час прем'єри серію переглянули 0,77 млн осіб, з рейтингом 0.2, що зробило її найменш популярною серією серіалу на той час.
Тоні Сокол з «Den of Geek» сказав про серію наступне:
|  | Серія — це амбітна композиція, яка інколи працює проти себе своєю очищувальною чистотою. Однак, вона наповнена чудовими репліками та цілком влучна у розпал війни з історією. Я часто критикував «Сімпсонів» за те, що вони занадто «розумні», а не смішні, але в цьому епізоді вони побили нас по головах розумністю. Невитончені напади, кинуті з такими нюансами в часі, вражають шквал таких крихітних явищ, що великий сміх стає приглушеним, але їх багато. |

Джон Шварц із сайту «Bubbleblabber» оцінив серію на 7,5/10, сказавши:
|  | Я впевнений, що продюсери «Сімпсонів» щотижня ламають голови над питаннями, які постають в цій серії. З одного боку, шоу продовжує розвиватися з новими голосами, але для старих персонажів, а також з новими персонажами, які мають нові голоси, що чітко свідчить про прогрес. Мораль цієї історії полягає в тому, що якщо ви стираєте минуле, то робите ведмежу послугу теперішньому, але, коли шоу продовжує замінювати своїх застарілих персонажів новими голосами, чи суперечить воно самому собі?. |

Згідно з голосуванням на сайті The NoHomers Club більшість фанатів оцінили серію на 2/5 із середньою оцінкою 2,5/5.